# Will Elder
William Elder (nascido Wolf William Eisenberg; 22 de setembro de 1921 - 15 de maio de 2008)  foi um ilustrador americano e artista de quadrinhos que trabalhou em várias áreas da arte comercial, mas é mais conhecido por um estilo de cartoon freneticamente engraçado que ajudou a lançar os quadrinhos Mad de Harvey Kurtzman em 1952. Também é conhecido por seus quadrinhos eróticos da série Little Annie Fanny, publicada junto a revista playboy. As histórias da Little Annie Fanny foram mais tarde publicadas em dois volumes pela Dark Horse Comics. Little Annie Fanny é uma sátira da sociedade norte-americana contemporânea e seus valores morais.
O editor da Playboy Hugh Hefner disse: "Ele era doido e adorável". Longtime Mad escritor-cartunista Al Jaffee chamado Elder "Absolutamente brilhante ... ele foi a estrela desde o início. Ele tinha uma sensação para o tipo de sátira que eventualmente se espalhou por toda parte." 